# أرنولد إس. إيغل
أرنولد إس. إيغل (بالإنجليزية: Arnold S. Eagle) هو مصور أمريكي، ولد في 1 ديسمبر 1909 في بودابست في المجر، وتوفي في 25 أكتوبر 1992 في نيويورك في الولايات المتحدة.